# 2024年イギリスグランプリ
2024年イギリスグランプリ（英: 2024 British Grand Prix、正式名称: Formula 1 Qatar Airways British Grand Prix 2024）は、2024年のF1世界選手権第12戦として、2024年7月7日にシルバーストン・サーキットで開催された。

## 背景
タイヤ
ピレリが持ち込んだドライ用タイヤのコンパウンドはハード（白）：C1、ミディアム（黄）：C2、ソフト（赤）：C3のハード寄りの組み合わせ。
| ドライ用   | ドライ用       | ドライ用   | ウェット用           | ウェット用   |
| C1         | C2             | C3         | インターミディエイト | フルウェット |
| ---------- | -------------- | ---------- | -------------------- | ------------ |
| （ハード） | （ミディアム） | （ソフト） | （小雨用）           | （大雨用）   |
DRS：2箇所
※（　）内は検知ポイント
- DRS1：ターン5より30m先から（ターン3より25m手前）
- DRS2：ターン14から（ターン11）

特別カラーリング
- レッドブルは2005年のF1参戦開始から20周年を迎えるにあたり、本GP/シンガポールGP/アメリカGPの3レースにおいてファンがデザインした特別カラーリングを施したRB20を走行させる。本GPは赤を多く使用したカラーリングが施される。
- ウィリアムズはホームグランプリを迎えるにあたり、ユニオンジャックに1005人の全従業員の名前が記載された特別カラーリングをFW46に施す。

グリッド降格ペナルティ
アルピーヌはピエール・ガスリーのパワーユニットのコンポーネントを交換することを決め、グリッド降格ペナルティを受ける。

## エントリー
レギュラードライバー
前戦オーストリアGPから変更なし。
フリープラクティスドライバー
- レッドブル：レッドブル・ジュニアチームに所属し、FIA F2選手権に参戦中のアイザック・ハジャーが、セルジオ・ペレスに代わってFP1に参加する。ハジャーは今季初のFP1走行だが、前年の終盤戦にアルファタウリ（現・RB）とレッドブルで各1回ずつFP1を走行している。
- アルピーヌ：アルピーヌ・アカデミーに所属するリザーブドライバーのジャック・ドゥーハンが、ピエール・ガスリーに代わってFP1に参加する。ドゥーハンは今季2回目のFP1参加となる。
- ウィリアムズ：ウィリアムズ・ドライバー・アカデミーに所属し、FIA F2選手権に参戦中のフランコ・コラピントが、ローガン・サージェントに代わってFP1に参加する。コラピントは初のFP1走行となる。
- ハース：フェラーリ・ドライバー・アカデミー（FDA）に所属し、フェラーリからパワーユニットを供給されているハースでリザーブドライバーを務め、FIA F2選手権に参戦しているオリバー・ベアマンが、ケビン・マグヌッセンに代わってFP1に参加する。なお、ベアマンは今季3回目のFP1走行で、本GPを前に同チームと来季の契約を交わしている。

## フリー走行
FP1
2024年7月5日 12:30 BST(UTC+1) （特記のない出典: ）
- 気温：16 °C (61 °F) 路面温度：22 °C (72 °F) 天候：曇 路面状況：ドライ

セッション前に行われたFIA F3選手権とFIA F2選手権は降雨によりウェットコンディションで行われたが、FP1開始前に雨は止んで路面もドライコンディションになった。開始10分に角田裕毅がターン7（ルフィールド）でスピンを喫してグラベルに捕まり脱出できず、角田のマシンを回収するため8分間の赤旗中断となった。セッション終盤にはオスカー・ピアストリが油圧系統のトラブルでパワーステアリングが動かずスローダウンし、惰性でピットレーンの入口まで戻ってきたがそこでストップしてしまい、ピットレーンが一時閉鎖された。トップタイムのランド・ノリスはソフトタイヤで、4番手のマックス・フェルスタッペンはミディアムタイヤでベストタイムを記録した。FP1のみ参加するオリバー・ベアマン（ハース）、アイザック・ハジャー（レッドブル）、ジャック・ドゥーハン（アルピーヌ）、フランコ・コラピント（ウィリアムズ）の4人は順調にコースを走行した。
FP2
2024年7月5日 16:00 BST(UTC+1) （特記のない出典: ）
- 気温：18 °C (64 °F) 路面温度：29 °C (84 °F) 天候：曇のち雨 路面状況：ドライ

雨予報が出ている中、FP2もドライコンディションでセッションがスタートしたが、終盤の残り5分で雨が降り出して事実上セッションは終了した。ノリスがFP1に続いてトップタイムを記録し、ピアストリが2番手とマクラーレン勢が1-2で初日を締めくくった。フェルスタッペンは7番手に終わったが、ベストタイムはFP1同様ミディアムタイヤによるもので、ソフトタイヤを履いた際にマシンの挙動を乱してコースオフしてしまい、ベストタイムを記録できなかった。
FP3
2024年7月6日 11:30 BST(UTC+1) （特記のない出典: ）
- 気温：10 °C (50 °F) 路面温度：16 °C (61 °F) 天候：曇のち雨 路面状況：ウェット

### 各セッションの順位
| 順位  | ドライバー         | コンストラクター             | タイム   |
| ----- | ------------------ | ---------------------------- | -------- |
| 1     | L.ノリス           | マクラーレン                 | 1:27.420 |
| 2     | L.ストロール       | アストンマーティン・アラムコ | 1:27.554 |
| 3     | O.ピアストリ       | マクラーレン                 | 1:27.631 |
| 4     | M.フェルスタッペン | レッドブル                   | 1:27.729 |
| 5     | G.ラッセル         | メルセデス                   | 1:27.738 |
| 出典: |                    |                              |          |

| 順位  | ドライバー         | コンストラクター | タイム   |
| ----- | ------------------ | ---------------- | -------- |
| 1     | L.ノリス           | マクラーレン     | 1:26.549 |
| 2     | O.ピアストリ       | マクラーレン     | 1:26.880 |
| 3     | S.ペレス           | レッドブル       | 1:26.983 |
| 4     | N.ヒュルケンベルグ | ハース           | 1:26.990 |
| 5     | C.ルクレール       | フェラーリ       | 1:27.150 |
| 出典: |                    |                  |          |

| FP3 \| 順位 \| ドライバー \| コンストラクター \| タイム \| \| ---------- \| ------------------ \| ---------------- \| -------- \| \| 1 \| G.ラッセル \| メルセデス \| 1:37.529 \| \| 2 \| L.ハミルトン \| メルセデス \| 1:37.564 \| \| 3 \| L.ノリス \| マクラーレン \| 1:37.714 \| \| 4 \| C.サインツ \| フェラーリ \| 1:38.139 \| \| 5 \| M.フェルスタッペン \| レッドブル \| 1:38.393 \| \| 出典: [19] \| \| \| \| | - 注: いずれもトップ5まで掲載。 |                  |          |
| 順位 | ドライバー                      | コンストラクター | タイム   |
| 1 | G.ラッセル                      | メルセデス       | 1:37.529 |
| 2 | L.ハミルトン                    | メルセデス       | 1:37.564 |
| 3 | L.ノリス                        | マクラーレン     | 1:37.714 |
| 4 | C.サインツ                      | フェラーリ       | 1:38.139 |
| 5 | M.フェルスタッペン              | レッドブル       | 1:38.393 |
| 出典: |                                 |                  |          |

## 予選
2024年7月6日 15:00 BST(UTC+1) （特記のない出典: ）
- 気温：13 °C (55 °F) 路面温度：23 °C (73 °F) 天候：曇一時雨 路面状況：ウェット

雨が降ったり止んだりのウェットコンディションという難しい状況の中、ジョージ・ラッセルがチームメイトのルイス・ハミルトンを抑えてF1キャリア3度目のポールポジションを獲得し、メルセデス勢が2021年サウジアラビアGP以来3年ぶりにフロントローを独占した。ランド・ノリスがメルセデス勢に続く3番手で、母国グランプリを迎える3人のイギリス人がトップ3を独占した。イギリスGPにおけるイギリス人ドライバーの予選トップ3独占は1962年（エイントリー）のジム・クラーク、ジョン・サーティース、イネス・アイルランド以来62年ぶりで、シルバーストンでは初の快挙となる。
マックス・フェルスタッペンはQ1でスピンした際にフロアを壊したことが響いて4番手にとどまり、セルジオ・ペレスはQ1でコースアウトを喫してグラベルに捕まり、コースに復帰することができずQ1敗退となった。

### 予選結果
| 順位                  | No. | ドライバー                 | コンストラクター                        | Q1       | Q2       | Q3       | Grid |
| --------------------- | --- | -------------------------- | --------------------------------------- | -------- | -------- | -------- | ---- |
| 1                     | 63  | ジョージ・ラッセル         | メルセデス                              | 1:30.106 | 1:26.723 | 1:25.819 | 1    |
| 2                     | 44  | ルイス・ハミルトン         | メルセデス                              | 1:29.547 | 1:26.770 | 1:25.990 | 2    |
| 3                     | 4   | ランド・ノリス             | マクラーレン-メルセデス                 | 1:31.596 | 1:26.559 | 1:26.030 | 3    |
| 4                     | 1   | マックス・フェルスタッペン | レッドブル-ホンダ・RBPT                 | 1:31.342 | 1:26.796 | 1:26.203 | 4    |
| 5                     | 81  | オスカー・ピアストリ       | マクラーレン-メルセデス                 | 1:30.895 | 1:26.733 | 1:26.237 | 5    |
| 6                     | 27  | ニコ・ヒュルケンベルグ     | ハース-フェラーリ                       | 1:31.929 | 1:26.847 | 1:26.338 | 6    |
| 7                     | 55  | カルロス・サインツ         | フェラーリ                              | 1:30.557 | 1:26.843 | 1:26.509 | 7    |
| 8                     | 18  | ランス・ストロール         | アストンマーティン・アラムコ-メルセデス | 1:31.410 | 1:26.938 | 1:26.585 | 8    |
| 9                     | 23  | アレクサンダー・アルボン   | ウィリアムズ-メルセデス                 | 1:31.135 | 1:26.933 | 1:26.640 | 9    |
| 10                    | 14  | フェルナンド・アロンソ     | アストンマーティン・アラムコ-メルセデス | 1:31.264 | 1:26.730 | 1:26.917 | 10   |
| 11                    | 16  | シャルル・ルクレール       | フェラーリ                              | 1:30.496 | 1:27.097 | n/a      | 11   |
| 12                    | 2   | ローガン・サージェント     | ウィリアムズ-メルセデス                 | 1:31.608 | 1:27.175 | n/a      | 12   |
| 13                    | 22  | 角田裕毅                   | RB-ホンダ・RBPT                         | 1:30.994 | 1:27.269 | n/a      | 13   |
| 14                    | 24  | 周冠宇                     | キック・ザウバー-フェラーリ             | 1:31.190 | 1:27.867 | n/a      | 14   |
| 15                    | 3   | ダニエル・リカルド         | RB-ホンダ・RBPT                         | 1:31.291 | 1:27.949 | n/a      | 15   |
| 16                    | 77  | バルテリ・ボッタス         | キック・ザウバー-フェラーリ             | 1:32.431 | n/a      | n/a      | 16   |
| 17                    | 20  | ケビン・マグヌッセン       | ハース-フェラーリ                       | 1:32.905 | n/a      | n/a      | 17   |
| 18                    | 31  | エステバン・オコン         | アルピーヌ-ルノー                       | 1:34.557 | n/a      | n/a      | 18   |
| 19                    | 11  | セルジオ・ペレス           | レッドブル-ホンダ・RBPT                 | 1:38.348 | n/a      | n/a      | PL 1 |
| 20                    | 10  | ピエール・ガスリー         | アルピーヌ-ルノー                       | 1:39.804 | n/a      | n/a      | 19 2 |
| 107% time: 1:35.815 3 |     |                            |                                         |          |          |          |      |
| 出典:                 |     |                            |                                         |          |          |          |      |

追記
- ^1 - ペレスはパルクフェルメ下でパワーユニットのコンポーネント（5基目のエンジン（ICE）、3基目のエナジーストア（ES） / コントロールエレクトロニクス（CE）、6基目のエキゾースト（EX）[注 2]）を交換したためピットレーンスタート[27][28]
- ^2 - ガスリーはFP1開始前にパワーユニットのコンポーネント（5基目のエンジン（ICE） / ターボチャージャー（TC） / MGU-K / MGU-H、3基目のコントロールエレクトロニクス（CE）。いずれもグリッド降格対象）を交換し、降格グリッド数（50グリッド）が15を超えたため最後尾グリッドからのスタート[29][30]
- ^3 - ウェットコンディションで行われたため、107%ルールは適用されなかった[31][注 3]

## 決勝
2024年7月7日 15:00 BST(UTC+1) （特記のない出典: ）
- 気温：16 °C (61 °F) 路面温度：33 °C (91 °F) 天候：曇一時雨 路面状況：ドライ一時ウェット

この日も天候に恵まれず、難しいコンディションで行われたレースをルイス・ハミルトンが制し、2021年サウジアラビアGP以来3年ぶりの勝利を母国グランプリで挙げた。また、翌年からはフェラーリへの移籍が決定しているため、メルセデスのドライバーとしては最後の母国グランプリとなった。
レース序盤はメルセデス勢がリードを築く中、18周目にハミルトンがジョージ・ラッセルをパスして首位に立ち、オスカー・ピアストリがマックス・フェルスタッペンを抜いて4位に浮上したことで、メルセデスPU勢による1-4体制が出来上がった。しかし、降り出してきた雨によりメルセデス勢が2台ともコースアウトしてしまうと、3-4位を走行していたマクラーレン勢がメルセデス勢を抜いていった。雨が強くなってきた27周目にランド・ノリスとメルセデス勢がインターミディエイトタイヤに交換する一方、ピアストリはステイアウトを選択して次の周でピットインするが、これが裏目に出て首位争いから脱落してしまった。
雨が止んで路面が徐々に乾いていき、各車がインターミディエイトタイヤのデグラデーションに苦しみだすようになる中、ラッセルに冷却系のトラブルが発生しピットに入るが、そのままリタイアとなった。38周目、ハミルトンはノリスより1周早くソフトタイヤに履き替え、アンダーカットに成功して首位の座を取り戻す。ハードタイヤで2人の後ろを追うフェルスタッペンがノリスに接近していき、47周目にノリスをオーバーテイクして2位に浮上する。フェルスタッペンはハミルトンにも徐々に迫っていったが、ハミルトンを追い抜くには至らなかった。
角田裕毅は10位入賞を果たし、第8戦モナコGP以来となるポイントを獲得した。

### レース結果
| 順位  | No. | ドライバー                 | コンストラクター                        | 周回数 | タイム/リタイア原因 | Grid | Pts.  |
| ----- | --- | -------------------------- | --------------------------------------- | ------ | ------------------- | ---- | ----- |
| 1     | 44  | ルイス・ハミルトン         | メルセデス                              | 52     | 1:22:27.059         | 2    | 25    |
| 2     | 1   | マックス・フェルスタッペン | レッドブル-ホンダ・RBPT                 | 52     | +1.465              | 4    | 18    |
| 3     | 4   | ランド・ノリス             | マクラーレン-メルセデス                 | 52     | +7.547              | 3    | 15    |
| 4     | 81  | オスカー・ピアストリ       | マクラーレン-メルセデス                 | 52     | +12.429             | 5    | 12    |
| 5     | 55  | カルロス・サインツ         | フェラーリ                              | 52     | +47.318             | 7    | 11 FL |
| 6     | 27  | ニコ・ヒュルケンベルグ     | ハース-フェラーリ                       | 52     | +55.722             | 6    | 8     |
| 7     | 18  | ランス・ストロール         | アストンマーティン・アラムコ-メルセデス | 52     | +56.569             | 8    | 6     |
| 8     | 14  | フェルナンド・アロンソ     | アストンマーティン・アラムコ-メルセデス | 52     | +1:03.577           | 10   | 4     |
| 9     | 23  | アレクサンダー・アルボン   | ウィリアムズ-メルセデス                 | 52     | +1:08.387           | 9    | 2     |
| 10    | 22  | 角田裕毅                   | RB-ホンダ・RBPT                         | 52     | +1:19.303           | 13   | 1     |
| 11    | 2   | ローガン・サージェント     | ウィリアムズ-メルセデス                 | 52     | +1:28.960           | 12   |       |
| 12    | 20  | ケビン・マグヌッセン       | ハース-フェラーリ                       | 52     | +1:30.153           | 17   |       |
| 13    | 3   | ダニエル・リカルド         | RB-ホンダ・RBPT                         | 51     | +1 Lap              | 15   |       |
| 14    | 16  | シャルル・ルクレール       | フェラーリ                              | 51     | +1 Lap              | 11   |       |
| 15    | 77  | バルテリ・ボッタス         | キック・ザウバー-フェラーリ             | 51     | +1 Lap              | 16   |       |
| 16    | 31  | エステバン・オコン         | アルピーヌ-ルノー                       | 50     | +2 Laps             | 18   |       |
| 17    | 11  | セルジオ・ペレス           | レッドブル-ホンダ・RBPT                 | 50     | +2 Laps             | PL   |       |
| 18    | 24  | 周冠宇                     | キック・ザウバー-フェラーリ             | 50     | +2 Laps             | 14   |       |
| Ret   | 63  | ジョージ・ラッセル         | メルセデス                              | 33     | 水漏れ              | 1    |       |
| DNS   | 10  | ピエール・ガスリー         | アルピーヌ-ルノー                       | 0      | ギアボックス        | 19   |       |
| 出典: |     |                            |                                         |        |                     |      |       |

追記
- ^FL - ファステストラップの1点を含む

勝者ルイス・ハミルトンの平均速度
- 222.821 km/h (138.455 mph)

ファステストラップ
- カルロス・サインツ - 1:28.293（52周目）

ラップリーダー
太字は最多ラップリーダー
- ジョージ・ラッセル - 17周 (1-17)
- ルイス・ハミルトン - 15周 (18-19, 40-52)
- ランド・ノリス - 19周 (20-27, 29-39)
- オスカー・ピアストリ - 1周 (28)

## 達成された主な記録
（特記のない出典: ）
ドライバー
- ルイス・ハミルトンが2021年サウジアラビアグランプリ以来3年ぶりの勝利を挙げ、以下の記録を更新した[39]。
  - 通算104勝目（自身が持つ最多記録を更新）
  - イギリスGPで9勝目（同上）
  - 母国グランプリで9勝（同上）[40]
  - シルバーストン・サーキットで9勝目を挙げ、ドライバーによる単一サーキットでの最多優勝記録を更新[41]。
  - 16シーズンにおいてグランプリ優勝を記録（ミハエル・シューマッハを超える単独最多記録）[42]
  - 2007年カナダグランプリで初勝利を挙げてから17年0ヶ月27日・338戦目の勝利（キミ・ライコネンが2018年アメリカグランプリの勝利で記録した15年6ヶ月28日・294戦目を6年ぶりに更新）[43]。
- 20回目の表彰台: ランド・ノリス

## 第12戦終了時点のランキング
|       | 順位 | ドライバー                 | ポイント |
| ----- | ---- | -------------------------- | -------- |
|       | 1    | マックス・フェルスタッペン | 255      |
|       | 2    | ランド・ノリス             | 171      |
|       | 3    | シャルル・ルクレール       | 150      |
|       | 4    | カルロス・サインツ         | 146      |
| 1     | 5    | オスカー・ピアストリ       | 124      |
| 出典: |      |                            |          |

|       | 順位 | コンストラクター                        | ポイント |
| ----- | ---- | --------------------------------------- | -------- |
|       | 1    | レッドブル-ホンダ・RBPT                 | 373      |
|       | 2    | フェラーリ                              | 302      |
|       | 3    | マクラーレン-メルセデス                 | 295      |
|       | 4    | メルセデス                              | 221      |
|       | 5    | アストンマーティン・アラムコ-メルセデス | 68       |
| 出典: |      |                                         |          |

- 注：いずれもトップ5まで掲載。